# Daemonorops sabut
Daemonorops sabut är en enhjärtbladig växtart som beskrevs av Odoardo Beccari. Daemonorops sabut ingår i släktet Daemonorops och familjen Arecaceae. Inga underarter finns listade i Catalogue of Life.